# サイエンス・トレジャリー
サイエンス・トレジャリー (Science Treasury) は、中国の模型メーカーの輸出用ブランド名。
日本のハセガワやフジミ模型の製品をコピーしたミニAFVのプラモデルが本ブランドで販売されている。

## 概要
サイエンス・トレジャリーの製品は、広東省中山市三郷鎮平南工業区の美豊プラスチック玩具有限会社（美丰塑胶玩具有限公司）で生産され、香港の Hopeful Trading Company を通じて台湾やイギリスなどに輸出されている。組立て説明書には主に台湾などで使用される繁体字を用いた中国語と英語が用いられているが、一部には簡体字も用いられている。
サイエンス・トレジャリーの製品としては、ハセガワの1/72スケールとフジミ模型の1/76スケールのキットをコピーしたミニAFVモデル計16点が確認されている。中国や台湾、韓国などのメーカーから日本製プラモデルのコピーが販売されていること自体は珍しいことではないが、本製品の特徴は、箱に製品名として「日本語らしきもの」が書かれている点にある。外国製品に書かれている日本語が、表現がおかしかったり、文字が違っていたりする事は珍しくないが、本製品では日本語として極めて不自然なものが多い。
本製品の表記では日本人には国産品と認識できないし、欧米人の多くには日本語と中国語の区別は困難なので、「日本語」の表記は主な輸出先である台湾の消費者を対象としたものと考えられる。
箱のデザインは元キットとは全く異なるものの、ボックスアートは元キットによく似たものを使用している。パーツ自体はあまり上質ではないコピーで、ランナー内の配置も元キットとは異なっている。組立て説明書は元キットとは異なる独自のもので、稚拙な線画を用いたものと、実際の模型の写真を用いたものの二種類がある。線画を用いた方には間違いが多く、組立図の大半が他のキットのものと入れ替わっているために全く組み立ての役に立たないものもある。写真を用いた方も、印刷状態が悪く組み立ても雑で分かり辛いものとなっている。
メーカーのロゴマークは逆三角形と数字の11を組み合わせたようなデザインで、色は異なるものの日本のイマイとアリイが共同で製品展開していたマクロスの、初期キットのシリーズ番号表示部分に酷似している。マクロスのキットで「MACROSS」と表示されていた部分が「SCIENCE TREASURY」に変えられ、マークの下にもメーカー名が追加されている。マクロスのキットでは製品ごとに中の数字は異なるが、このロゴマークでは11のままで、シリーズ番号は別途表示されている。

## 韓国版
サイエンス・トレジャリーの製品と同一のキットは韓国のポパイ科学（뽀빠이과학）からも発売されている。これは箱のデザインは全くサイエンス・トレジャリーと同一で、箱の表面の日本語表記された部分がハングル表記となっている。組立て説明書は文字が全てハングル表記となっているものと、輸出用の英文表記のものの2種類が存在する。ロゴマークもサイエンス・トレジャリーと同じデザインで、メーカー名のみ「뽀빠이과학」となっている。17種が発売されており、製品番号はサイエンス・トレジャリーとは異なっている。
なお、ポパイ科学の1980年代後半のカタログでは、メーカー名を「POPYE CORPORATION」と英文表記している。またイマイおよびアリイの初期のキットとほぼ同じデザインのパッケージで、マクロス関連のキットを発売していたことも確認できる。

## 製品一覧
サイエンス・トレジャリーの製品一覧を以下に示す。韓国版については製品番号のみを示す。
| 番号   | 英語表記                            | 日本語表記                | 縮尺 | 元キット | 韓国版 |
| ------ | ----------------------------------- | ------------------------- | ---- | -------- | ------ |
| 01     | ISUZU TX-40                         | 日本燃料供給車 TX-40      | 1/72 | ハセガワ | 21     |
| 02     | M4A1 HALF TRACK                     | アメリカ軍M4A1武装運送車  | 1/72 | ハセガワ | 22     |
| 03     | INFANTRY TANK CHURCHILL Mk.I        | イギリス歩兵タンタ MK1    | 1/72 | ハセガワ | 23     |
| 04     | JEEP WILLYS M.B.                    | アメリカ軍ウレジープ M.B. | 1/72 | ハセガワ | 24     |
| 05     | MEDIUM TANK T-34/85 VOLGA           | 中型タンク T-34/85        | 1/76 | フジミ   | 25     |
| 06     | ARMOURED CAR DAIMLER Mk.II          | イギリス装甲車 Mk.II      | 1/72 | ハセガワ | 26     |
| 07     | TANK DESTROYER SU-85                | りょうせいタンク SU-85    | 1/76 | フジミ   | 27     |
| 08     | 8 TON HALF TRACK                    | 兵力運送用の8T車          | 1/72 | ハセガワ | 17     |
| 09     | 88mm Flak 18                        | ドイツ軍88mmの攻撃砲      | 1/72 | ハセガワ | 18     |
| 10     | STARTER TRUCK TOYOTA GB             | 日本GB型モーダー車        | 1/72 | ハセガワ | 20     |
| 11     | HUMBER Mk.II                        | 装甲車 Mk.II              | 1/72 | ハセガワ | 11     |
| 12     | KUBELWAGEN & B.M.W.SIDE-CAR         | ジープとオートバイ戦車    | 1/72 | ハセガワ | 12     |
| 13     | G.M.C. CCKW-353 GASOLINE TANK TRUCK | 油のトラック              | 1/72 | ハセガワ | 13     |
| 14     | TRACTOR M5 （13TON)                 | BT高速レール車            | 1/72 | ハセガワ | 14     |
| 15     | LIGHT TANK STUART Mk.1              | 陆軍タンク戰車MK.1        | 1/72 | ハセガワ | 15     |
| 16     | MEDIUM TANK M3 LEE Mk.1             | アメリカ軍M3中電車 MK1    | 1/72 | ハセガワ | 16     |
| 未確認 | MEDIUM TANK M3 GRANT Mk.1           | 未確認                    | 1/72 | ハセガワ | 19     |

## 製品内容
製品番号01のいすゞTX-40を例に、サイエンス・トレジャリー製（中国版）、ポパイ科学製（韓国版）およびハセガワ製の製品の比較を示す。製品名称の英語表記は全て同一で「FUEL TRUCK ISUZU TX-40」、ハセガワの日本語表記は「燃料補給車（いすゞTX-40）」、韓国版のハングル表記は「일본 연료보급차 TX-40」（日本燃料補給車 TX-40）、中国版の日本語表記は「日本燃料供給車 TX-40」となっている。
パッケージの形状は、ハセガワが縦の長さに対する横の長さの比率の大きい横長のプロポーションをしているのに対し、韓国版では横の長さの比率が小さくなっている。韓国版のボックスアートはハセガワと同一のもの（模写ではなく複写）で、一部をトリミングして使用している。パッケージ側面に描かれた側面図もハセガワのものを流用している。中国版のパッケージは韓国版とほぼ同一であり、ハングル表記されていた部分が日本語（?）表記に変えられている。
韓国版の金型は新規に作成されたもので、部品の分割、形状ともハセガワ版とほぼ同じであるが、パッケージのプロポーション変更の影響もあってランナー内での部品配置は多少変更されており、形状の簡略化された部品も存在する。また、ハングルでメーカー名を記したプレートが追加されている。中国版は韓国版と同一の金型を使用しているが、メーカー名のプレートの寸法がやや異なり、メーカー名は「SCIENCE TREASURY」に変えられている。
韓国版のデカールは水転写式ではなく、透明のステッカー式となっている。デザイン自体は大きく書かれた「MADE IN JAPAN」の文字も含めてハセガワ版と同一であるが、下部に小さくハングルで製品名とメーカー名が追加されている。中国版には全製品共通の製品名や国旗、ナンバープレートなどが印刷された白地のステッカーが入っているが、TX-40に使用可能なマークは含まれていない。
韓国版の組み立て説明書はハセガワ版と全く同一のデザインで、文字のみ英語表記に変更されている。部品配置図もハセガワ版のままであるため、実際の部品の配置とは異なっている。中国版の組み立て説明書はイラストの代わりにキットの写真を用いた独自のもので、部品配置図にも実際の写真を用いているが、写真は不鮮明で使用されている模型も組み立て時のゆがみが目立つ。